# Steindachneria argentea
Steindachneria argentea és una espècie de peix pertanyent a la família dels merlúccids i l'única del gènere Steindachneria.

## Descripció
- Pot arribar a fer 30 cm de llargària màxima.
- Cos allargat, comprimit i de color argentat amb el dors lleugerament marró, el ventre morat i la cavitat oral més fosca.
- 1 espina a l'aleta dorsal i 123-125 radis tous a l'aleta anal.
- Anus situat entre les aletes pelvianes.
- Presenta un òrgan lluminós en la meitat ventral del cos i als costats del cap.
- El primer radi de l'aleta pelviana és llarg i filamentós.[6]

## Depredadors
Als Estats Units és depredat per Merluccius albidus.

## Hàbitat
És un peix marí i batidemersal, el qual viu entre 400 i 500 m de fondària (31°N-8°N, 98°W-63°W) sobre fons tous de la plataforma continental i de la part superior del talús continental.

## Distribució geogràfica
Es troba a l'Atlàntic occidental: des de Florida (els Estats Units) i el nord del golf de Mèxic fins a Veneçuela, incloent-hi Centreamèrica.

## Observacions
És inofensiu per als humans.